# Confirmació

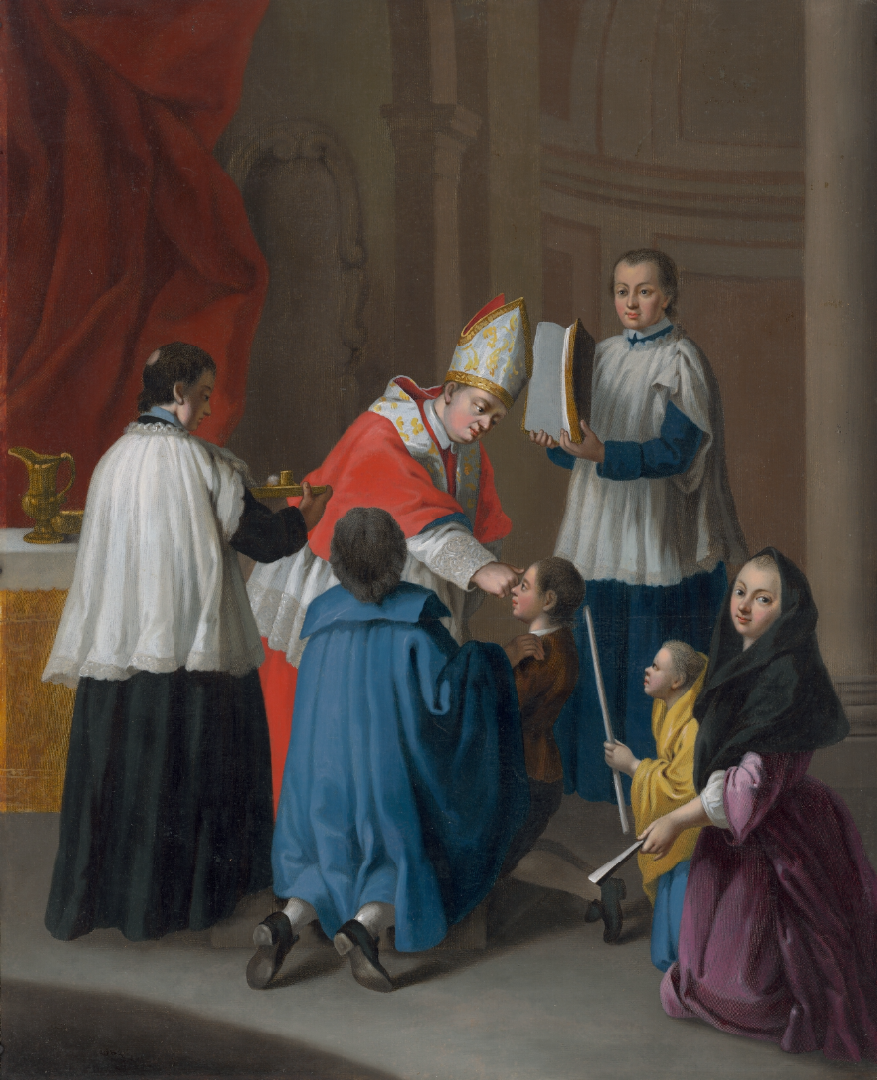
Confirmationis Sacramentum, de Pietro Longhi.

La confirmació és, per al cristià, allò que va ser per als apòstols el dia de Pentecosta: la vinguda de l'Esperit Sant, que els va fer valents per donar testimoni de l'evangeli.
És el sagrament que perfecciona la gràcia baptismal fent-se forts en la fe i fent-se soldats i apòstols de Crist. Començà en el dia de pentecosta. Habitualment la confirmació es fa en els nens d'entre 13-18 atès que en aquestes edats estan capacitats per rebre aquest sagrament.
No és un sagrament de segona categoria, com molta gent diu, perquè perfecciona la gràcia. Se celebra la tornada de Jesús.

## Significat
És l'acció i efecte de confirmar, administrar el sagrament de la confirmació.
Nova prova de la veritat i certitud d'un fet dictamen o una altra cosa. Un dels Set Sagraments de l'Església Catòlica, que administra el bisbe.
Part del discurs en el qual s'addueixen les paraules.
La confirmació és una de les parts en què la retòrica divideix la disposició del discurs oratori. Comprèn dues parts:
La confirmació pròpiament dita, en què s'afirmen i s'estableixen les idees de què es tracta, i la confutació, on es rebaten les teories dels contraris.
El terme confirmació correspon al llatí confirmatiem, que significa enfortiment. A l'occident hi ha aquestes definicions consignatio, crismatio i manus impositio.

## Fonament
La confirmació es basa en les accions de Crist que apareixen explicades per Joan en el capítol 16 verset del 7 al 15 (Jn 16, 7-15) en el qual Jesús promet als seus apòstols la vinguda de l'Esperit.
També apareixen contats en els fets històrics (Ac 2, 1-13) en què l'esperit Sant es fa present en la primera Comunitat Cristiana.

## Per què es fa?
Es fa per a consolidar l'aliança amb Déu, per a confirmar la fe en Jesús, mitjançant aquesta el confirmat si decideix de seguir els passos de Jesús pot arribar a esdevenir un apòstol. Encara que en realitat la confirmació no és un sagrament obligat o indispensable per a ser un bon cristià, és més aviat un sagrament que reforma la relació amb Déu i amb l'esperit humà.
La confirmació no és absolutament necessària per a salvar-se, però deixar de rebre-la per negligència podria constituir una falta greu. El confirmat ha de ser batejat i en estat de gràcia.

## Preparació bàsica
Es tracta de seguir una mica més el Crist coneixent-ne els sagraments i confirmant el baptisme.
També de poder ensenyar a altres la paraula de Déu.
Conèixer més bé la vida de Jesús i el camí cap a la seva mort i també conèixer interiorment el que és l'Església.
És una transició entre l'adolescència i la maduresa.
La confirmació es fa per mitjà de proves, de les quals forma part el sil·logisme, l'Entimema, el raonament inductiu, l'exemple, la sorites i l'epiquerema.
El mètode que s'ha de seguir en les proves és: elecció, ordenació, amplificació i encadenament.